# Sotto il sole della Toscana
Sotto il sole della Toscana (Under the Tuscan Sun) è un film del 2003 di Audrey Wells, interpretato da Diane Lane. La pellicola è basata sul romanzo omonimo della scrittrice Frances Mayes.

## Trama
Frances è una scrittrice di San Francisco, in crisi e depressa dopo una recente separazione; Patti, sua amica, le regala dieci giorni di vacanza in Toscana sperando di sollevarle l'animo. In Italia, Frances decide di cambiare vita e compra una villa abbandonata, Villa Bramasole, a Cortona, affascinata dalla campagna toscana. 
Durante uno spostamento a Roma, alla ricerca di brindoli in vetro di un antico lampadario, per sfuggire dalle avances di un gruppo di ragazzi romani bacia un illustre sconosciuto. Conosce così Marcello che la porta nella sua Positano e con il quale si instaura una travolgente passione che la porta finalmente a superare i suoi blocchi emotivi e sessuali. 
Ma il richiamo dei lavori di ristrutturazione la riporta nella villa in Toscana. Qui la sua amica americana Patti si rifugia in attesa di un bebé e lasciata dalla sua compagna. 
Altri personaggi ruotano intorno alla villa e quando, dopo mesi, Frances ritorna a Positano ritrova un Marcello che già ha dimenticato quella travolgente passione che l'ha fatta palpitare dopo tempo.

## Produzione
Il film è stato girato principalmente in Toscana: a Cortona (sfruttando luoghi del centro storico per gli esterni); in una villa nei pressi delle mura cittadine; a Montepulciano e dintorni. Successivamente, le riprese sono proseguite in Italia: nel centro storico di Roma e a Positano.